# Pierre de Noailly
Pierre de Noailly, né le 31 mars 1747 à Vivans et décédé le 12 août 1826 à Changy, était un homme politique français.

## Biographie
Noailly exerce la profession de médecin à Changy lorsque débute la Révolution française. Rallié aux idées nouvelles, il parvient à se faire élire maire de sa commune.
Le 10 septembre 1792 il est élu troisième député suppléant de Rhône-et-Loire, avec 508 voix sur 795 votants. Le 13 août 1793 il est appelé à siéger en remplacement du girondin Chasset, décrété d'accusation. Noailly reste dans l'obscurité au cours de son mandat et reste siéger en l'an III malgré le rappel de Chasset. Membre du Comité des secours publics, il présente après le 13 vendémiaire un rapport en faveur des soldats républicains blessés par les rebelles royalistes.
Il n'est pas réélu aux élections de 1795 et quitte alors la vie politique. Noailly meurt à Changy dans l'anonymat en 1826, à 79 ans. 

## Source
- « Pierre de Noailly », dans Adolphe Robert et Gaston Cougny, Dictionnaire des parlementaires français, Edgar Bourloton, 1889-1891 [détail de l’édition]